# Akira Narahaši
Akira Narahaši (japonsko 名良橋 晃), japonski nogometaš, * 26. november 1971.
Za japonsko reprezentanco je odigral 38 uradnih tekem.